# Gyrophaena laetula
Gyrophaena laetula är en skalbaggsart som beskrevs av Thomas Casey 1906. Gyrophaena laetula ingår i släktet Gyrophaena och familjen kortvingar. Inga underarter finns listade i Catalogue of Life.